# 馬修·勞倫斯
馬修·勞倫斯（Matthew William Lawrence，1980年2月11日—）是美國的一位演員。他最著名的作品是在電影欺騙中擔任主演，以及在ABC情景喜劇男孩看世界中出演Jack Hunter角色。